# Potez 62
Dimensions
Le Potez 62 est un avion de transport civil bimoteur construit par la Société des Avions Potez en 1934/1935. Il a été décliné en version militaire sous le nom de Potez 65.

## Histoire
Le prototype réalise son premier vol le 28 janvier 1935 à Méaulte en Picardie, avec aux commandes le pilote Descamps. Il dérivait du bombardier Potez 54 et utilisait la formule monoplan à aile haute haubanée. Ils restèrent en service jusqu'à la Seconde Guerre mondiale et l'un d'eux fut utilisé sous les couleurs de l'aviation française libre.
Considéré à l'époque comme un avion rapide et sûr malgré un nombre d'incidents moteurs important, plusieurs accidents graves entachèrent son exploitation, dont un en mars 1938 (vol Saïgon-Damas) qui entraîna une interdiction de vol momentanée. Il fut peu à peu remplacé par les Dewoitine D.338 et les Bloch MB.220 de conception plus moderne.

### Exploitation
La première version équipée des moteurs Gnome et Rhône est commandée en 12 exemplaires en juin 1935 par Air France qui les affecta d'abord au réseau intérieur français (Paris-Marseille via Lyon), puis à diverses lignes européennes (Paris-Berlin, Paris-Bucarest, Paris-Madrid, Paris-Rome, Paris-Londres, Paris-Amsterdam, Paris-Zurich, etc.). Face aux nombreux incidents relevés avec cette motorisation, Air France a une préférence pour une motorisation à base de moteurs en V Hispano-Suiza. Trois exemplaires sont affectés à la ligne de Buenos Aires à Santiago de son réseau d'Amérique du Sud de 1935 à 1941 et trois également sur la ligne d'Orient Damas à Saïgon. Au total, c'est 23 appareils qui seront utilisés sur le réseau Air France.

## Construction
Le revêtement était composite avec une aile recouverte de toile et bord d'attaque en métal, la structure du fuselage étant en bois. Il a existé une version militaire, le Potez 65, qui ne différait que de très peu du modèle civil.

### Motorisation
Deux moteurs en étoile Gnome et Rhône de 14 cylindres de 870 ch étaient logés dans deux berceaux latéraux, fixés au fuselage et aux ailes. Leur carénage permettait de loger également les roues du train principal relevable.

### Structure
Des efforts particuliers avaient été faits pour l'insonorisation et le chauffage de la cabine, divisée en deux compartiments, et qui pouvait accueillir 14 à 16 personnes.